# Малкоец
Малкоец или книжовно Малковец (на македонска литературна норма: Малкоец; на албански: Mallkoeci) е село в община Кичево, в западната част на Северна Македония.

## География
Селото е разположено в областта Горна Копачка.

## История
В XIX век Малкоец е чисто българско село в Кичевска каза на Османската империя. Според статистиката на Васил Кънчов („Македония. Етнография и статистика“) към 1900 година в Малкоец живеят 120 българи-християни.
На Етнографската карта на Битолския вилает на Картографския институт в София от 1901 година Малкоец е чисто българско село в Кичевската каза на Битолския санджак с 20 къщи.
Цялото село е под върховенството на Българската екзархия. По данни на секретаря на екзархията Димитър Мишев („La Macédoine et sa Population Chrétienne“) в 1905 година в Малкоец има 200 българи екзархисти.
Статистика, изготвена от кичевския училищен инспектор Кръстю Димчев през лятото на 1909 година, дава следните данни за Малковец:
| Домакинства | Гурбетчии | Грамотни | Грамотни | Грамотни | Неграмотни | Неграмотни | Неграмотни |
| Домакинства | Гурбетчии | мъже     | жени     | общо     | мъже       | жени       | общо       |
| ----------- | --------- | -------- | -------- | -------- | ---------- | ---------- | ---------- |
| 26          | 15        | 7        | 0        | 7        | 92         | 98         | 190        |

При избухването на Балканската война 7 души от Малкоец са доброволци в Македоно-одринското опълчение.
След Междусъюзническата война в 1913 година селото попада в Сърбия.
Според преброяването от 2002 година селото има 35 жители – 33 македонци и 2 сърби.
От 1996 до 2013 година селото е част от община Другово.
В 1996 година започва да се гради църквата „Света Неделя“, осветена в 2004 година от митрополит Тимотей Дебърско-Кичевски. Зидарските работи са дело на Войо Миладиноски от Кичево, а фреските са изработени от Драган Ристески от Охрид.

## Личности
Родени в Малкоец
- Темелко Йованов Стоянов, български революционер от ВМОРО[8]